# Huntington (CDP, New York)
Pour les articles homonymes, voir Huntington.
Huntington est une census-designated place du comté de Suffolk, dans l'État de New York, aux États-Unis,. En 2020, elle compte une population de 19 645 habitants.